# Mentocrex
Mentocrex és un gènere d'ocells de la família dels sarotrúrids (Sarothruridae) que habita zones humides i boscoses de Madagascar.

## Taxonomia
Tradicionalment han estat inclosos dins el gènere Canirallus i la família dels ràl·lids de la que van ser separats, arran els treballs de Garcia et al. 2014. La separació en dues espècies és recent i es va fer arran els traballs de Godman et al. 2011.
- rascló dels tsingys - Mentocrex beankaensis.
- rascló becblau - Mentocrex kioloides.